# Armata della Grande assemblea nazionale turca
L'armata della Grande assemblea nazionale turca (in turco Büyük Millet Meclisi Ordusu) è stato un esercito regolare creato dopo la fine della prima guerra mondiale e il conseguente collasso dell'esercito sultanale, quando il processo già avviato di smembramento dell'impero da parte dei vincitori appariva pressoché ineluttabile, accelerato dall'intenzione greca di impadronirsi della regione di Smirne, in un quadro sottinteso di revanscismo espresso dalla "Megali Idea", che faceva riferimento addirittura alla caduta di Costantinopoli del 1453 per mano di Mehmet II.
I corpi militari ottomani sopravvissuti dopo l'armistizio di Mudros, al termine del primo conflitto mondiale, erano il I, il III, il XII, il XIV, il XV, il XVII, il XX e il XXV. 

Dopo la nascita della resistenza turca (Kuva-yi Milliye) in Anatolia, Mustafa Kemal Pascià e i suoi camerati formarono il governo della Grande assemblea nazionale turca (GAN) ad Ankara il 23 aprile 1920, col programma di sconfiggere i nemici che agivano sul territorio turco dell'Anatolia e di ricostituire uno Stato che ripudiasse i vetusti strutture del sultanato e del califfato ottomano.
Il XV corpo di Kâzım Pascià era l'unica unità che a quel tempo aveva un'esperienza di combattimento ragguardevole. L'8 novembre 1920, la GAN decise di istituire un esercito regolare (Düzenli ordu) anziché unità irregolari (Kuva-yi Milliye).
L'armata della Grande assemblea nazionale turca ebbe il suo battesimo del fuoco nella lunga e difficile guerra greco-turca (1919-1922), che riuscì infine ad avere la meglio sulle forze armate del Regno di Grecia, a impedire lo smembramento della Turchia continentale e anatolica e a gettare le basi della moderna Repubblica di Turchia, grazie all'opera del generale Kemal Atatürk, suo comandante in capo e futuro presidente del nuovo stato turco.